# Batumi Arena
La Batumi Arena (in georgiano ბათუმის სტადიონი?) è uno stadio calcistico di Batumi, in Georgia.

## Storia
La sua costruzione è iniziata nel gennaio 2018 ed è stata completata nel luglio 2020. La sua inaugurazione, rinviata a causa della pandemia di COVID-19, è avvenuta a fine ottobre 2020 con una cerimonia ufficiale alla presenza del Primo Ministro Giorgi Gakharia e dell'ex calciatore e attuale sindaco di Tbilisi K'akhaber K'aladze.
Ha una capacità di 20 000 posti e ospita le partite casalinghe della Dinamo Batumi. Appartiene alla categoria 4 UEFA e a partire dal 2021 ospiterà talvolta le partite della nazionale georgiana.
Lo stadio è stato progettato dalla società turca Bahadır Kul Architecture ed è costato circa 100000000 ₾.

## Caratteristiche
L'esterno dello stadio, composto da una serie di pannelli disposti a forma di scaglie sovrapposte illuminabili nelle ore notturne, è ispirato all'effetto vorticoso delle tradizionali danze caucasiche, in particolare il Khorumi.